# Antoni de Peguera i d'Aimeric
Antoni de Peguera i d'Aimeric   (Barcelona, 1682 - València, 1707) fou un polític, militar i escriptor català, membre fundador de l'Acadèmia dels Desconfiats de Barcelona i Primer Coronel del Regiment de Reials Guàrdies Catalanes.

## Biografia
Era fill de Guerau de Peguera i de Berardo, primer marquès de Foix i senyor de Torrelles. Fou membre fundador, juntament amb el seu germà Josep Francesc, de l'Acadèmia dels Desconfiats de Barcelona l'any 1700; n'esdevingué un dels més actius, i quan l'Acadèmia publicà el volum Nenias reales... (1701), dedicat a la mort de Carles II, hi contribuí amb una poesia en català: Al comú sentiment de tot Espanya. Romanç heroic.
Contrari a Felip V, com el seu pare, a les corts de 1701-02. El 1704 junt amb Jordi de Hessen-Darmstadt conspirà per lliurar Barcelona al rei arxiduc Carles. Hagué de fugir de Barcelona i passà a Viena, des d'on gestionà amb l'ambaixador anglès el pacte anglocatalà de Gènova. El 7 de març de 1705 la reina britànica Anna signà poders perquè el seu enviat Mitford Crowe es trobés amb els vigatans i fessin un pacte d'incorporació al bàndol aliat. El 17 de maig de 1705, el vicari general del Bisbat de Vic i rector de Santa Eulàlia de Riuprimer, el Dr. Llorenç Tomàs i Costa, convocà vuit vigatans a la capella de Sant Sebastià. Allí els vigatans van signar poders perquè dos emissaris seus, Antoni de Peguera i Aimeric i Domènec Perera es reunissin a Gènova amb Crowe. Es facilitaria un desembarcament anglès a la costa, a canvi que Anglaterra defensés les constitucions i subministrés tropes. El 20 de juny de 1705, els dos emissaris van trobar-se amb Mitford Crowe per tal de signar el pacte.
Prengué part en l'atac de les forces austriacistes a Barcelona (setembre del 1705), i quan aquestes entraren a la ciutat, el rei arxiduc el nomenà coronel del regiment d'infanteria de les Guàrdies Catalanes, al capdavant del qual defensà la ciutat en el setge del 1706. Alçat aquest, lluità a Aragó, però, ferit, hagué de retirar-se a València on moriria l'any 1707.